# 葉室長通
葉室 長通（はむろ ながみち、1876年（明治9年）10月17日 - 1944年（昭和19年）12月4日）は、日本の華族、神職。従三位、伯爵。万里小路通房の次男として生まれる。葉室長邦の娘春子と結婚し、婿養子となる。長女千鶴子の夫の葉室直躬（鍋島直柔の息子）が婿養子となり、葉室家の跡を継いだ。旧名・万里小路 通次。

## 経歴
虎ノ門金刀比羅宮宮司を務めた。